# Sana (flod)
Sana är en flod i nordvästra delen av Bosnien och Hercegovina. Dess totala längd är 146 km, med en yta på 3 370 km². Sana rinner genom Kljuc, Sanski most och Prijedor in i Bosanski novi där den rinner vidare in i floden Una.